# Миттертайх
Миттертайх (нем. Mitterteich) — город и городская община в Германии, в земле Бавария. 
Подчинён административному округу Верхний Пфальц. Входит в состав района Тиршенройт. Подчиняется управлению Миттертайх.  Население составляет 6852 человека (на 31 декабря 2010 года). Занимает площадь 39,35 км². Официальный код  —  09 3 77 141.
Город подразделяется на 8 городских районов.

## Фотогалерея

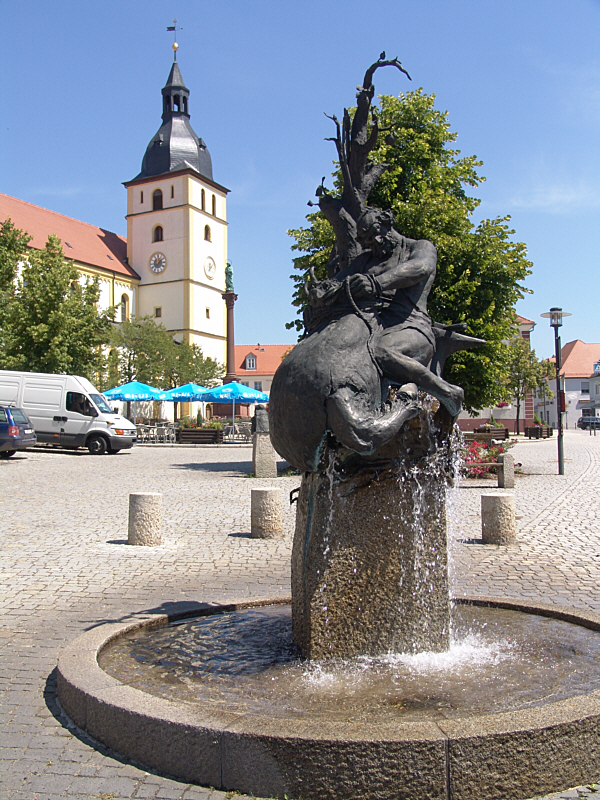
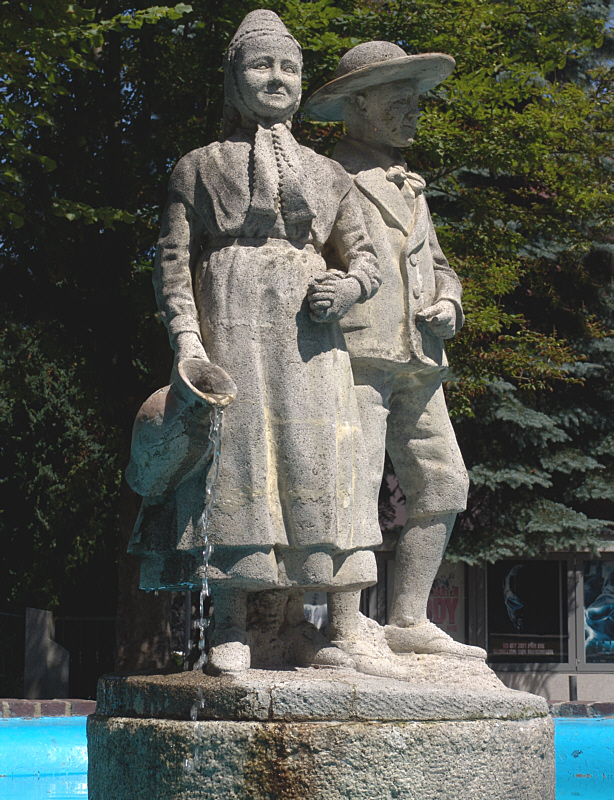
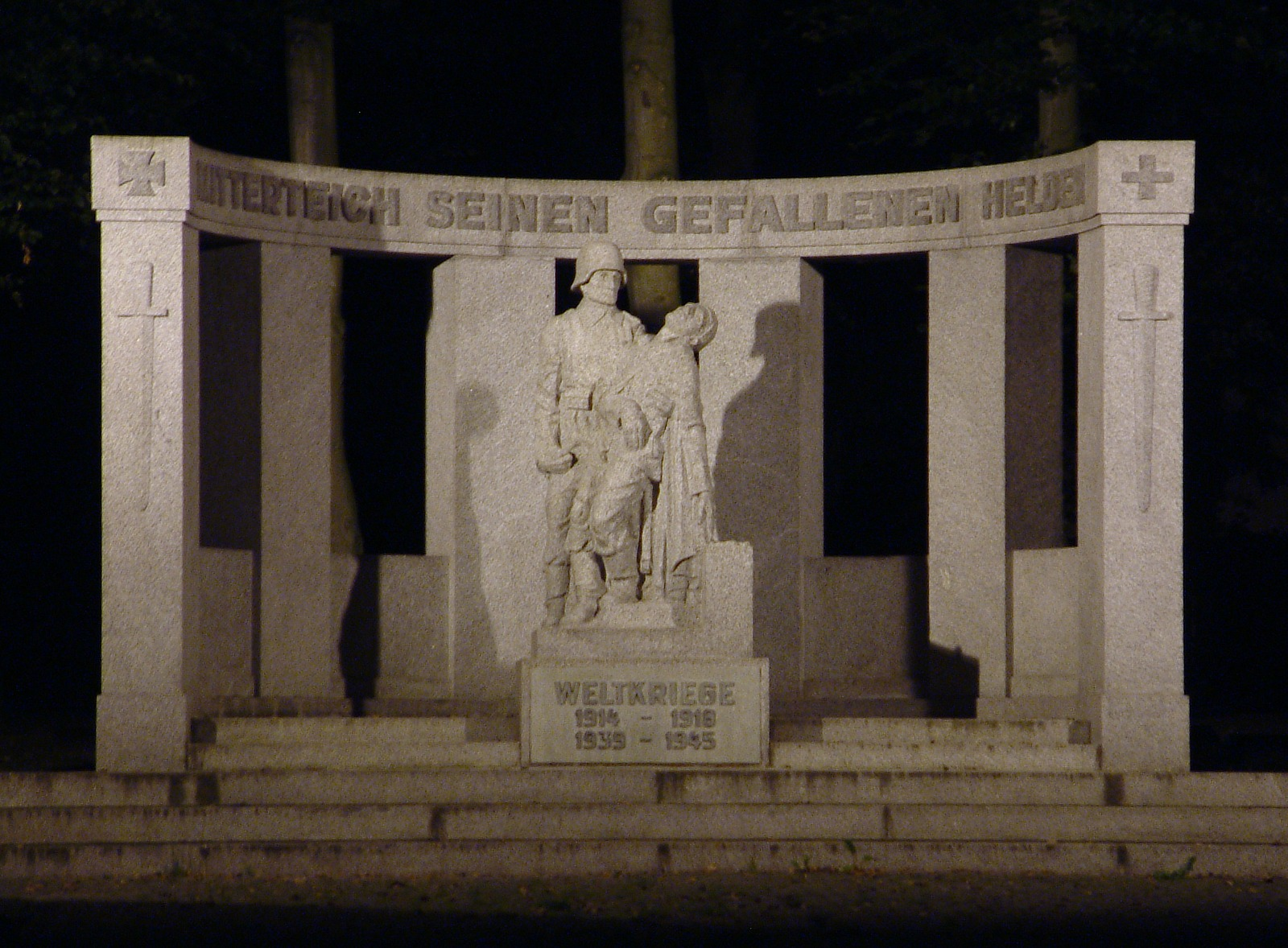

## Население
По оценке на 31 декабря 2015 года население общины Миттертайх составляет 6634 чел. 

| Дата      | 1840 | 1871 | 1900 | 1925 | 1939 | 1950 | 1961 | 1970 | 1987 | 2011 |
| --------- | ---- | ---- | ---- | ---- | ---- | ---- | ---- | ---- | ---- | ---- |
| Население | 2354 | 2545 | 3748 | 4891 | 5469 | 7752 | 7558 | 7837 | 7311 | 6887 |

| Год       | 1960 | 1970 | 1980 | 1990 | 2000 | 2009 | 2010 | 2011 | 2012 | 2013 | 2014 | 2015 |
| --------- | ---- | ---- | ---- | ---- | ---- | ---- | ---- | ---- | ---- | ---- | ---- | ---- |
| Население | 7550 | 7832 | 7042 | 7512 | 7457 | 6893 | 6852 | 6834 | 6812 | 6715 | 6660 | 6634 |